# Lagonimico
Lagonomico es un género extinto cuya especie tipo y única conocida es Lagonimico conclutatus,  correspondiente a un tipo de primate platirrino encontrado en el sitio paleontológico de La Venta en Colombia. Los restos encontrados incluyen un cráneo casi completo, aunque aplastado y una mandíbula, datados den 13,5 millones de años atrás, durante el Mioceno medio. La morfología dental sugiere que Lagonomico constituiría el taxón hermano a la subfamilia Callitrichinae: posee incisivos inferiores alargados y los molares superiores son simples, los cuales tienen solo tres cúspides. Probablemente tenía hábitos diurnos y era frugívoro, alimentándose de exudados. Era mayor que los calitriquinos actuales, pesando cerca de 1,2 kilogramos.